# Meva
Meva Drobeta Turnu Severin este o companie producătoare de vagoane de marfă din România.
Istoria companiei începe în 1882, prin înființarea Atelierului de reparații vagoane și locomotive la Turnu Severin.
Din 1960 până în 1968, a funcționat împreună cu Șantierul Naval din localitate, formând prin fuziunea cu acesta, unitatea Uzinele Mecanice.
În anul 1991 a fost transformată în societate pe acțiuni.
A fost achiziționată de Trinity Industries în 1999, în urma unui proces de privatizare.
În anul 2002, Trinity și-a vândut participația către International Railway Systems, în urma reorganizării unităților sale de producție din Europa.
În acel moment, cifra de afaceri a MEVA se ridica la aproximativ 12 milioane euro.
Număr de angajați în 2009: 1.377
Rezultate financiare (milioane euro):
| Anul             | 2008 | 2007 |
| ---------------- | ---- | ---- |
| Cifra de afaceri | 89,4 | 61   |
| Profit net       | 1,8  | -    |